# Un niño y una niña con un gato y una anguila
Un niño y una niña con un gato y una anguila es una pintura al óleo de 1635 de Judith Leyster en la Galería Nacional de Londres.

## Interpretación académica
Ha habido varias interpretaciones de la obra por parte de diversos estudiosos. Algunos, como Neil McLaren, han argumentado que representa el proverbio holandés "Een aal bij de staart hebben" ("sujetar una anguila por la cola") significando que no se puede sujetar algo que ya se tiene. Esta interpretación moralista se apoya, según Cynthia Kortenhorst-Von Bogendorff Rupprath, por el contacto visual con el espectador que hace la niña en la pintura mientras agita el dedo. Otras interpretaciones incluyen alusiones a otros proverbios holandeses así como a pasatiempos populares en los festivales holandeses del siglo XVII o kermis katknuppelen, consistente en el acoso y apaleamiento de gatos. La representación de niños torturando o siendo arañados por los gatos agraviados fueron muy populares por entonces en Holanda, y puede aludir a los proverbios holandeses "Hij doet kattekwaad", literalmente "él hace la travesura del gato", o "t Liep uit op katjesspel", o sea "acaba en el juego del gato", refiriéndose a niños traviesos y a niños discutiendo respectivamente.
El marido de Leyster, el también pintor Jan Miense Molenaer, incluyó tal imagen en su retrato de grupo La familia Ruychaver-van der Laen (c. 1629–30) en que un niño sujeta un gato por la cola acercándolo divertido a una niña, que aparta la mano arañada. Estas funciones están invertidas en la pintura de Leyster, donde es la niña la que agarra la cola del felino, la consecuencia aun no ha sucedido, y la mirada directa de la niña sacudiendo el dedo deja quizás a interpretación del espectador al que va dirigida, el posible resultado de sus acciones. Algunos eruditos entienden que la anguila era un alimento entonces poco apreciado en Holanda que se solía dar a los gatos. En este caso entonces sería el niño quien ha atraído al gato con ella para cogerlo. La niña estaría agitando el dedo para hacer ver al espectador que está reprendiendo a su hermano por ello, y así distraer su atención de su propia travesura, tirando de la cola del animal, poniéndolo nervioso, y a punto para arañar. Hay otros ejemplos de pinturas holandesas así como poemas, como Jacob Cats en su sección introductoria de su libro Kinderspel o "Los juegos de los niños", que utilizan a los niños como motivo tanto para burlarse como para predicar la moral a los adultos, y Frima Fox Hofrichter considera que esta pintura entra dentro de esta categoría.